# 新台湾ドル
新台湾ドル（しんたいわんドル、英: New Taiwan dollar）は、中華民国（台湾）の通貨である新台幣（しんたいへい、繁体字: 新臺幣; 注音: ㄒㄧㄣㄊㄞˊㄅㄧˋ）の日本における呼称である。ニュー台湾ドル（ニューたいわんドル）、台湾圓（たいわんえん）、台湾元（たいわんげん）などともいう。1949年6月15日より発行。ISO 4217によりコードはTWDと表記され、略称としてNT$またはNTD。

## 概要
通貨の基本単位は圓（Yuán、日本語における円の旧字体）であるが元（中国語音同）と省略することも多い。一方、英語ではドル（Dollar）を借用し通貨記号も$としている。日本語圏でも英語圏での呼称に倣い、圓（円、元）ではなくドルと呼ぶことが多い。
補助通貨単位として角、分があり、1圓=10角、1角=10分となっている。なお国語では圓を塊（kuài）、角を毛（máo）及び台湾語で圓を箍（khoo）と置き換える事が多く、特に口語の分野において顕著である。
目下発行されている硬貨は、5角（1/2圓）、1圓、5圓、10圓、20圓、50圓の6種類、紙幣は100圓、200圓、500圓、1000圓、2000圓の5種類がある。現在発行されている硬貨の最小額面は5角で、分は現金の単位としては使われていない（日本における「銭」に相当する）。

## 歴史

### 地域通貨

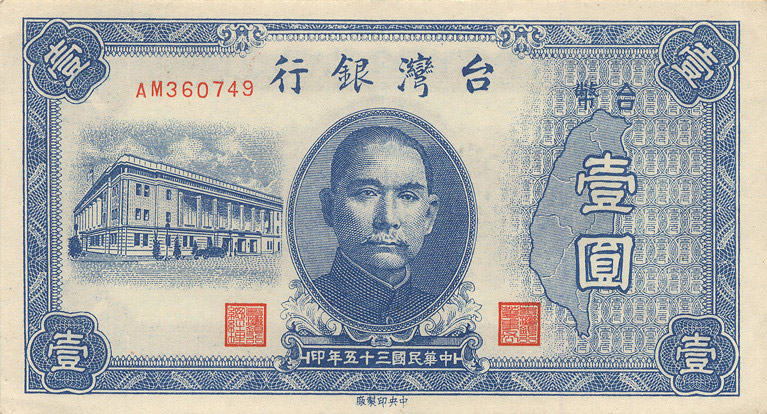
旧台幣1圓紙幣

新台幣の前身は1946年（民国35年＝昭和21年）5月22日より発行された旧台幣であり、当初は期間を限定した貨幣として発行が計画され、日本政府が発行した台湾銀行券と国民政府の台幣を1対1で交換するための性格を有していた。当時の中国大陸は国共内戦の影響もあり金融が不安定であり、大陸で使用されていた法幣や金圓券を使用することなく、別に独立した通貨を発行する必要があった。
新台幣発行の要因として、1948年（民国37年）に上海において発生した金融危機の影響を受け、旧台幣も暴落、急激な物価上昇を招いたためとされているが、別に中華民国による台湾接収直後から、中国国民党が台湾島内の民生物資を大陸に移送し国共内戦での戦時物資に充当したため、商品の不足により台湾でのインフレーションが発生したためとする説もある。
1949年（民国38年）6月15日、台湾省政府は「台湾省幣制改革法案」、「新台幣発行弁法」を布告、40,000旧台湾ドル=1新台湾ドルとするデノミネーションを実施し、新台幣を正式に発行した。しかし中国大陸において、中央銀行・中国銀行・交通銀行・中国農民銀行の各行が発行していた紙幣（銀圓券）とは異なり、旧台幣及び新台幣は国幣（国家の正式通貨）ではなく、「台湾省地域」において限定的に法定通貨（法幣）として流通する「地域通貨」という位置づけであった。

当初は地域通貨として出発した新台幣であったが、中華民国政府が台湾に移転するとその性格に変化が生じた。1950年（民国39年）6月21日、行政院は中華民国は銀本位制を堅持する事を表明、同時に同年7月1日を以って経理作業に新台幣を使用することを決定、銀元と新台幣の交換比率も1949年12月29日時点の3:1で固定することを定めた。1956年（民国45年）8月29日、司法院大法官第63号解釈により、新台幣は地域通貨であるが、その偽造においては通貨偽造の刑法規定を適用する見解を示している。

なお国共対立の最前線にあり戦地として軍政の敷かれた金門・馬祖・大陳島に関しては、その特殊な環境を考慮し新台幣金門、馬祖、大陳流通券が別に発行された。大陳島については1955年（民国44年）に支配権を喪失し、金門・馬祖については2002年（民国91年）7月1日付で台湾本島と同じ中華民国中央銀行券に統合、専用紙幣の発行・流通が正式に停止された。

### 準正式通貨
1961年（民国50年）7月1日、中央銀行は台湾において復興され、「中央銀行在台湾地区委託台湾銀行発行新台幣弁法」の規定により、新台幣は中央銀行より台湾銀行に委託されて発行されることとなった。紙幣上に「台湾銀行」と表記され、その地位は正式通貨に準じたものとして1970年（民国59年）12月21日より発行された。

### 正式通貨
1992年（民国81年）、行政院は「銀元及銀元兌換券発行弁法」を廃止し、それまで正式通貨として定められた銀圓発行の法的根拠を失った。そして新台幣を正式通貨に定めるべく、2000年（民国89年）7月1日に「中央銀行発行新台幣弁法」を施行した。台湾銀行への委託を停止し、中央銀行により発行されることとなった。「中央銀行」の表記が入った紙幣は、2000年7月3日に1000圓、同年12月15日に500圓、2001年7月2日に100圓、2002年1月2日に200圓、同年7月1日に2000圓が発行された。
2002年（民国91年）6月30日には「中央銀行在台湾地区委託台湾銀行発行新台幣弁法」を廃止、1年後の2003年（民国92年）6月30日をもって台湾銀行により発行された新台幣の流通が停止された。なお台湾銀行券は台湾銀行で交換することができる。
500圓と1000圓紙幣は2005年（民国94年）7月20日に新様式に改版され、偽造防止のためのホログラムのないものは2007年（民国96年）7月31日限りで流通停止となり、上記の台湾銀行券と同様に台湾銀行窓口で交換しなければならない。

## 硬貨・紙幣の一覧
1000圓及び500圓紙幣は2005年7月20日に改版が行われ、それまで2000圓紙幣にのみ使用されていたホログラムが採用され、500圓は濃い色相に変更された。
現行の台湾の各紙幣には、アルファベット2桁＋数字6桁＋アルファベット2桁の形式の記番号と、「中央銀行総裁」「中央銀行印」の印章が印刷されている。
50圓及び新10圓硬貨には、偽造防止技術の一つとして潜像が施されている。
各紙幣と、50圓・20圓・新10圓硬貨には、視覚障害者が触覚で容易に金種を識別できるように識別マークが施されている。
| 現在流通している硬貨 | 現在流通している硬貨 | 現在流通している硬貨 | 現在流通している硬貨 | 現在流通している硬貨 | 現在流通している硬貨                                                                         | 現在流通している硬貨                   | 現在流通している硬貨 | 現在流通している硬貨 |
| 画像                 | 画像                 | 額                   | データ               | データ               | データ                                                                                       | データ                                 | 鋳造・発行           | 鋳造・発行           |
| 正面                 | 背面                 | 額                   | 直径                 | 重さ                 | 組成                                                                                         | 絵柄                                   | 鋳造                 | 発行                 |
| -------------------- | -------------------- | -------------------- | -------------------- | -------------------- | -------------------------------------------------------------------------------------------- | -------------------------------------- | -------------------- | -------------------- |
|                      |                      | 5角（1⁄2圓）         | 18 mm                | 3 g                  | 97% 銅 2.5% 亜鉛 0.5% スズ                                                                   | 梅の花                                 | 1981年 (民国70年) -  | 1981年12月8日 -      |
|                      |                      | 1圓                  | 20 mm                | 3.8 g                | 92% 銅 6% ニッケル 2% アルミニウム                                                           | 蔣介石の肖像                           | 1981年 (民国70年) -  | 1981年12月8日 -      |
|                      |                      | 5圓                  | 22 mm                | 4.4 g                | 白銅（75% 銅/25% ニッケル）                                                                  | 蔣介石の肖像                           | 1981年 (民国70年) -  | 1981年12月8日 -      |
|                      |                      | 10圓                 | 26 mm                | 7.5 g                | 白銅（75% 銅/25% ニッケル）                                                                  | 蔣介石の肖像                           | 1981年 (民国70年) -  | 1981年12月8日 -      |
|                      |                      | 10圓                 | 26 mm                | 7.5 g                | 白銅（75% 銅/25% ニッケル）                                                                  | 孫文の肖像                             | 2011年 (民国100年) - | 2011年1月11日 -      |
|                      |                      | 20圓                 | 26.85 mm             | 8.5 g                | 外枠:アルミニウム青銅（92% 銅/6% アルミニウム/2% ニッケル） 中央:白銅（75% 銅/25% ニッケル） | 霧社事件の首謀者、モーナ・ルダオの肖像 | 2001年 (民国90年) -  | 2001年7月9日 -       |
|                      |                      | 50圓                 | 28 mm                | 10 g                 | アルミニウム青銅（92% 銅/6% アルミニウム/2% ニッケル）                                       | 孫文の肖像                             | 2002 (民国91年) -    | 2002年4月26日 -      |

| 現在流通している紙幣 | 現在流通している紙幣 | 現在流通している紙幣 | 現在流通している紙幣 | 現在流通している紙幣                                | 現在流通している紙幣                 | 現在流通している紙幣   | 現在流通している紙幣 | 現在流通している紙幣 | 現在流通している紙幣 | 現在流通している紙幣 |
| 画像                 | 額                   | 大きさ               | 色                   | 説明                                                | 説明                                 | 説明                   | 印刷・発行           | 印刷・発行           | 印刷・発行           | 補足情報             |
| 画像                 | 額                   | 大きさ               | 色                   | 表面                                                | 裏面                                 | 透かし                 | 印刷                 | 発行                 | 発行停止             | 補足情報             |
| -------------------- | -------------------- | -------------------- | -------------------- | --------------------------------------------------- | ------------------------------------ | ---------------------- | -------------------- | -------------------- | -------------------- | -------------------- |
|                      | 100圓                | 145 × 70 mm          | 赤                   | 孫文肖像 『礼記』礼運篇、大同章                     | 中山楼                               | 梅の花、数字の「100」  | 2000年 (民国89年) -  | 2001年7月2日 -       |                      |                      |
|                      | 200圓                | 150 × 70 mm          | 緑                   | 蔣介石肖像 土地改革と義務教育のイメージ             | 中華民国総統府                       | 蘭の花、数字の「200」  | 2001年 (民国90年) -  | 2002年1月2日 -       |                      |                      |
|                      | 500圓                | 155 × 70 mm          | 茶                   | ユース野球チーム                                    | タイワンジカ（台湾梅花鹿）と大霸尖山 | 竹、数字の「500」      | 2000年 (民国89年) -  | 2000年12月15日 -     |                      | [ 4 ]                |
|                      | 1000圓               | 160 × 70 mm          | 青                   | 初等教育のイメージ (1999年発行のものにはエラーあり) | ミカドキジ と玉山                    | 菊の花、数字の「1000」 | 1999年 (民国88年) -  | 2000年7月3日 -       |                      | [ 4 ]                |
|                      | 2000圓               | 165 × 70 mm          | 紫                   | FORMOSAT-1 科学技術のイメージ                       | タイワンマス と南湖大山              | 松、数字の「2000」     | 2001年 (民国90年) -  | 2002年7月1日 -       |                      | ホログラムあり       |

- 上表のうち2000圓紙幣、200圓紙幣、20圓硬貨、5角硬貨はあまり流通していない。その詳細は次の通り。
  - 日本の2000円紙幣と同様に、2の付く2000圓紙幣、200圓紙幣、20圓硬貨は利用されることが少なく、特に2000圓紙幣は出金対応しているATMが少ないことと、偽札を心配するためにほとんど使われる事はない。また、2000圓紙幣のみならず、200圓紙幣の受け取りを拒否する商店も存在する。
  - 現在発行中の最小額面の硬貨である5角硬貨も発行量が少なく、実際に使用される場面はほとんど無い。通常の現金取引で用いられる最小単位は1圓であり、例えば3.5圓の切手は四捨五入により1枚4圓で販売され、2枚の場合は7圓と計算され、銀行利息も四捨五入で1圓単位で計算される。必要に応じて5角の使用も可能であるが、法律により1回の使用上限は100枚までと定められている。またその5角硬貨の新規製造に関しては、2004年を最後に停止されている。
- 現在では、10圓硬貨については新旧両方の図柄の硬貨が混在して市中に流通しているが、それ以外の各種旧硬貨（1992年発行開始の50圓硬貨、1996年発行開始の50圓硬貨、2角・1角の小額硬貨など）や各種旧紙幣（第4次横型新台幣およびそれ以前）は既に市場での流通が停止されており、台湾銀行での現行の硬貨・紙幣との交換のみ可能となっている。

## 為替レート
米ドル - 新台湾ドル
| 年                  | 月    | 月    | 月    | 月    | 月    | 月    | 月    | 月    | 月    | 月    | 月    | 月    | 年     | 年     | 年     | 年     |  |
| 年                  | 1月   | 2月   | 3月   | 4月   | 5月   | 6月   | 7月   | 8月   | 9月   | 10月  | 11月  | 12月  | 最高値 | 年月日 | 最低値 | 年月日 |  |
| ------------------- | ----- | ----- | ----- | ----- | ----- | ----- | ----- | ----- | ----- | ----- | ----- | ----- | ------ | ------ | ------ | ------ |  |
| 2000年（民国89年）  | 30.88 | 30.80 | 30.71 | 30.52 | 30.75 | 30.83 | 30.98 | 31.10 | 31.19 | 31.82 | 32.40 | 33.12 | 33.08  | 11/29  | 31.75  | 01/06  |  |
| 2001年（民国90年）  | 32.67 | 32.33 | 32.62 | 32.94 | 33.20 | 34.32 | 34.82 | 34.63 | 34.58 | 34.58 | 34.49 | 34.68 | -      | -      | -      | -      |  |
| 2002年（民国91年）  | 35.02 | 35.07 | 35.01 | 34.91 | 34.44 | 33.88 | 33.27 | 33.88 | 34.57 | 34.94 | 34.67 | 34.79 | -      | -      | -      | -      |  |
| 2003年（民国92年）  | 34.55 | 34.74 | 34.72 | 34.82 | 34.68 | 34.63 | 34.39 | 34.31 | 33.99 | 33.87 | 34.03 | 34.05 | -      | -      | -      | -      |  |
| 2004年（民国93年）  | 33.66 | 33.20 | 33.25 | 32.97 | 33.45 | 33.56 | 33.80 | 34.02 | 32.89 | 33.77 | 32.77 | 32.17 | -      | -      | -      | -      |  |
| 2005年（民国94年）  | 31.85 | 31.48 | 31.10 | 31.48 | 31.26 | 31.34 | 31.88 | 32.07 | 32.92 | 33.46 | 33.58 | 33.28 | -      | -      | -      | -      |  |
| 2006年（民国95年）  | 32.03 | 32.33 | 32.45 | 32.28 | 31.72 | 32.43 | 32.61 | 32.76 | 32.90 | 33.19 | 32.80 | 32.51 | -      | -      | -      | -      |  |
| 2007年（民国96年）  | 32.76 | 32.97 | 33.00 | 33.14 | 33.27 | 32.97 | 32.80 | 32.96 | 33.01 | 32.54 | 32.32 | 32.41 | -      | -      | -      | -      |  |
| 2008年（民国97年）  | 32.35 | 31.59 | 30.57 | 30.35 | 30.59 | 30.37 | 30.41 | 31.22 | 31.99 | 32.70 | 33.10 | 33.15 | -      | -      | -      | -      |  |
| 2009年（民国98年）  | 33.36 | 34.26 | 34.30 | 33.60 | 32.85 | 32.77 | 32.87 | 32.85 | 32.53 | 32.29 | 32.31 | 32.24 | -      | -      | -      | -      |  |
| 2010年（民国99年）  | 31.86 | 32.06 | 31.82 | 31.47 | 31.85 | 32.19 | 32.09 | 31.86 | 31.64 | 30.81 | 30.31 | 29.90 | -      | -      | -      | -      |  |
| 2011年（民国100年） | 29.11 | 29.27 | 29.49 | 28.98 | 28.72 | 28.81 | 28.83 | 28.96 | 29.73 | 30.25 | 30.22 | 30.25 | 30.40  | 10/24  | 28.50  | 05/11  |  |
| 2012年（民国101年） | 29.99 | 29.52 | 29.51 | 29.44 | 29.48 | 29.90 | -     | -     | -     | -     | -     | -     | -      | -      | -      | -      |  |
|                     |       |       |       |       |       |       |       |       |       |       |       |       |        |        |        |        |  |